# Liste des Justes des Pyrénées-Atlantiques
Cette liste recense les 108 personnes ayant reçu le titre de « Juste parmi les nations » par le comité pour Yad Vashem et liées au département français des Pyrénées-Atlantiques.

## Les Justes des Pyrénées-Atlantiques

### Arbonne
- Marguerite Madeleine Schwab[1](1891 - 1995) : tout d'abord infirmière pendant la Première guerre mondiale, puis assistante sociale, elle devient directrice du préventorium d'Arbonne. Elle y recueille 41 enfants juifs après l'arrestation ou la déportation de leurs parents, enfants qu'elle sauve de la mort[2].

### Jatxou
- Marie Uthurriague (sœur Saint-Jean).

### Lasseube
- Catherine Arripe (née Estarziau)[3]
- Jean Arripe

### Monein
- Louise Magendie[4]
- Pierre Magendie[5]

### Pau
- Giovanni Angéli (1907-1944)[6],[7]
- Marie-Paule Angéli, née Sala (1911-1995)[6],[7]
- Madeleine Barthe[8]
- Pierre Barthe[9]
- Marie Bébiot[10]
- Sauveur Cozzolino[11]
- Waitstill Hastings Sharp[12]
- Jules Jézéquel
- Lucien Lirou[13]
- Simone Naudé (née Des Moutis)[14] et Albert Naudé
- Andrée Orgeval[15]
- Jean Orgeval
- Antoine Sala (1875 - 1960), coiffeur, pour avoir accueilli avec ses filles et son beau-fils le jeune Henri Dzik[6],[7]
- Henriette Sala (1904-1980)[6],[7]
- Louise Sala (1908-1985)[6],[7]
- Martha Sharp[16]
- Victor Mesplé-Somps
- Gaston Mesplé-Somps
- Elisabeth Mesplé-Somps (née Oloron)
- Marie-Jeanne Mesplé-Somps (née Louboué)
- Henriette Mesplé-Somps[17]

### Lourdes
- La famille Didelin, pour avoir accueilli et caché des juifs dans leur jardin.